# Валентин Петік
Валентин Петік (рум. Valentin Petic; нар. 18 грудня 1999, Мілешть, Ніспоренський район) — молдовський борець греко-римського стилю, бронзовий призер чемпіонату світу серед молоді, бронзовий призер чемпіонату світу серед юніорів, чемпіон світу серед кадетів, бронзовий призер чемпіонату Європи серед кадетів, учасник Олімпійських ігор.

## Життєпис
З братом-близнюком Міхаєм з дитинства займалися футболом та боксом. У Мілештах, як і в інших селах Молдови також періодично організовувалися змагання з боротьби, де замість медалей та фінансових призів переможцям пропонували півня чи барана, залежно від віку. Не раз нагорода діставалася братам Петі. На цих змаганнях хлопчиків побачив їхній дядько Георгій Кіцану, який на той час був спортивним методистом. Він зумів розгледіти потенціал хлопчиків та порекомендував батькам віддати їх до Кишинівського муніципального ліцею спортивного профілю. Отже боротьбою вони почали постійно займатися з 2010 року.
Виступає за спортивний клуб «Heracle». Тренер — Михаїл Куку (з 2010).

## Спортивні результати на міжнародних змаганнях

### Виступи на Олімпіадах
| Змагання                    | Збірна  | Вагова категорія                 | Місце |
| --------------------------- | ------- | -------------------------------- | ----- |
| Літні Олімпійські ігри 2024 | Молдова | греко-римська боротьба, до 67 кг | 7     |

### Виступи на Чемпіонатах світу
| Змагання                        | Збірна  | Вагова категорія                 | Місце |
| ------------------------------- | ------- | -------------------------------- | ----- |
| Чемпіонат світу з боротьби 2021 | Молдова | греко-римська боротьба, до 72 кг | 7     |
| Чемпіонат світу з боротьби 2022 | Молдова | греко-римська боротьба, до 72 кг | 10    |
| Чемпіонат світу з боротьби 2023 | Молдова | греко-римська боротьба, до 67 кг | 16    |

### Виступи на Чемпіонатах Європи
| Змагання                         | Збірна  | Вагова категорія                 | Місце |
| -------------------------------- | ------- | -------------------------------- | ----- |
| Чемпіонат Європи з боротьби 2017 | Молдова | греко-римська боротьба, до 66 кг | 21    |
| Чемпіонат Європи з боротьби 2019 | Молдова | греко-римська боротьба, до 67 кг | 22    |
| Чемпіонат Європи з боротьби 2021 | Молдова | греко-римська боротьба, до 72 кг | 13    |
| Чемпіонат Європи з боротьби 2022 | Молдова | греко-римська боротьба, до 72 кг | 13    |
| Чемпіонат Європи з боротьби 2023 | Молдова | греко-римська боротьба, до 72 кг | 13    |
| Чемпіонат Європи з боротьби 2024 | Молдова | греко-римська боротьба, до 67 кг | 11    |

### Виступи на Кубках світу
| Змагання                    | Збірна  | Вагова категорія                 | Місце |
| --------------------------- | ------- | -------------------------------- | ----- |
| Кубок світу з боротьби 2020 | Молдова | греко-римська боротьба, до 72 кг | 5     |

### Виступи на інших змаганнях
| Змагання                                                      | Збірна  | Вагова категорія                 | Місце  |
| ------------------------------------------------------------- | ------- | -------------------------------- | ------ |
| Міжнародний турнір Любомира Івановича-Гедзи 2017              | Молдова | греко-римська боротьба, до 66 кг | 11     |
| Турнір Дана Колова — Николи Петрова 2018                      | Молдова | греко-римська боротьба, до 67 кг | 7      |
| Меморіал Іона Корнеану і Ладислава Сімона 2018                | Молдова | греко-римська боротьба, до 67 кг | Бронза |
| Відкритий чемпіонат Загреба з боротьби 2020                   | Молдова | греко-римська боротьба, до 72 кг | Срібло |
| Гран-прі Загреба з боротьби 2021                              | Молдова | греко-римська боротьба, до 67 кг | 10     |
| Меморіал Маттео Пелліконе 2022                                | Молдова | греко-римська боротьба, до 72 кг | Бронза |
| Меморіал Іона Корнеану і Ладислава Сімона 2022                | Молдова | греко-римська боротьба, до 72 кг | Срібло |
| Відкритий чемпіонат Загреба з боротьби 2023                   | Молдова | греко-римська боротьба, до 72 кг | 21     |
| Турнір Ібрагіма Мустафи 2023                                  | Молдова | греко-римська боротьба, до 72 кг | 9      |
| Кубок Друскінінкая 2023                                       | Молдова | греко-римська боротьба, до 67 кг | Золото |
| Меморіал Імре Поляка та Яноша Варги 2023                      | Молдова | греко-римська боротьба, до 67 кг | 17     |
| Меморіал Іона Корнеану і Ладислава Сімона 2023                | Молдова | греко-римська боротьба, до 72 кг | 5      |
| Тор Мастерс 2024                                              | Молдова | греко-римська боротьба, до 67 кг | Срібло |
| Олімпійський кваліфікаційний турнір з боротьби 2024 (Баку)    | Молдова | греко-римська боротьба, до 67 кг | 5      |
| Олімпійський кваліфікаційний турнір з боротьби 2024 (Стамбул) | Молдова | греко-римська боротьба, до 67 кг | Золото |
| Меморіал Імре Поляка та Яноша Варги 2024                      | Молдова | греко-римська боротьба, до 67 кг | 10     |

### Виступи на змаганнях молодших вікових груп
| Змагання                                       | Збірна  | Вагова категорія                 | Місце  |
| ---------------------------------------------- | ------- | -------------------------------- | ------ |
| Чемпіонат Європи з боротьби серед кадетів 2014 | Молдова | греко-римська боротьба, до 46 кг | Бронза |
| Чемпіонат світу з боротьби серед кадетів 2014  | Молдова | греко-римська боротьба, до 46 кг | 5      |
| Чемпіонат світу з боротьби серед кадетів 2014  | Молдова | греко-римська боротьба, до 50 кг | 16     |
| Чемпіонат Європи з боротьби серед кадетів 2015 | Молдова | греко-римська боротьба, до 54 кг | 10     |
| Чемпіонат світу з боротьби серед кадетів 2015  | Молдова | греко-римська боротьба, до 54 кг | 13     |
| Чемпіонат Європи з боротьби серед кадетів 2016 | Молдова | греко-римська боротьба, до 58 кг | 5      |
| Чемпіонат світу з боротьби серед кадетів 2016  | Молдова | греко-римська боротьба, до 58 кг | Золото |
| Чемпіонат Європи з боротьби серед юніорів 2016 | Молдова | греко-римська боротьба, до 60 кг | 8      |
| Чемпіонат світу з боротьби серед юніорів 2017  | Молдова | греко-римська боротьба, до 66 кг | 24     |
| Чемпіонат Європи з боротьби серед юніорів 2018 | Молдова | греко-римська боротьба, до 67 кг | 8      |
| Чемпіонат світу з боротьби серед юніорів 2018  | Молдова | греко-римська боротьба, до 67 кг | 26     |
| Чемпіонат Європи з боротьби серед юніорів 2019 | Молдова | греко-римська боротьба, до 67 кг | 7      |
| Чемпіонат світу з боротьби серед юніорів 2019  | Молдова | греко-римська боротьба, до 67 кг | Бронза |
| Чемпіонат Європи з боротьби серед молоді 2018  | Молдова | греко-римська боротьба, до 67 кг | 9      |
| Чемпіонат Європи з боротьби серед молоді 2019  | Молдова | греко-римська боротьба, до 67 кг | 5      |
| Чемпіонат світу з боротьби серед молоді 2019   | Молдова | греко-римська боротьба, до 72 кг | Бронза |
| Чемпіонат Європи з боротьби серед молоді 2022  | Молдова | греко-римська боротьба, до 72 кг | 15     |
| Чемпіонат світу з боротьби серед молоді 2022   | Молдова | греко-римська боротьба, до 72 кг | 7      |